# マイアミ・ヒート
マイアミ・ヒート（Miami Heat）は、アメリカ合衆国・フロリダ州マイアミに本拠を置く全米プロバスケットボール協会 (NBA) のチーム。イースタン・カンファレンス、サウスイースト・ディビジョン所属。NBAファイナル優勝は3回。チーム名はマイアミがハワイと同緯度にあり、暑いことから。また、白熱のHeatにも掛けている。

## 歴史

### チーム黎明期
創設1年目はシラキュース大学のロニー・サイカリーをドラフト1巡目で指名、 何故かウェスタン・カンファレンスのミッドウェスト・ディビジョンに入れられ過酷なロードゲームを戦い続けたこと、戦力がまったく足りなかったこともあり、開幕当初は17連敗、結局15勝67敗で終わる。2年目には全体4番目でミシガン大学のグレン・ライスを指名するも低迷は続いた。
ヒートが変わったのは4年目1991–92シーズン、ロン・ロススタインに変わりケビン・ローアリーがコーチに就任し。ドラフト全体5番目にミシガン州立大学のスティーブ・スミスを指名、ボストン・セルティックスから移籍したブライアン・ショウ、成長したサイカリー、ライス、グラント・ロング、控えのビンボ・コールズ達の力もありイースタン・カンファレンス8位で初めてのプレイオフに進出した。しかし、全盛期のシカゴ・ブルズの前にあっけなく0勝3敗で一蹴された。
1993–94シーズンには42勝40敗でレギュラーシーズン初めての勝ち越しを決めプレイオフ進出、シーズン1位のアトランタ・ホークスに2勝1敗とリードしたが、最終的には2勝3敗で敗れた。スティーブ・スミスはこのシーズンの活躍が認められ1994年バスケットボール世界選手権のアメリカ代表(ドリームチームⅡ)に選ばれた。1994–95シーズンはスミスらを放出するという不可解なトレードで大幅なメンバー変更を行ったため、不本意なシーズンに終わった。
1995シーズンの終わり、アリソン家がオーナーとなりゼネラルマネージャー兼ヘッドコーチにパット・ライリーが就任、次々に革新的な選手補強を行った。この先、アロンゾ・モーニング、ティム・ハーダウェイ、ジャマール・マッシュバーン、エディー・ジョーンズらの力によりレギュラーシーズンはいつも上位で終わるが、プレイオフではマイケル・ジョーダン率いるシカゴ・ブルズ、ライリーがかつてコーチしたニューヨーク・ニックスなどには勝てずNBAファイナルには進出出来なかった。

### ウェイドの時代
モーニングの腎臓病、その後の移籍などで再び低迷するかに見えたヒートであったが、2003年にはドラフト全体5番目でドウェイン・ウェイド、2004年にはトレードでシャキール・オニールを獲得し、再び強豪チームの仲間入りを果たした。2004-2005シーズンは59勝23敗でレギュラーシーズンを終えたが、プレイオフではウェイドの怪我もあり、カンファレンス決勝で3勝4敗でデトロイト・ピストンズに敗れた。
そのシーズンオフには、プレイオフに勝つことを主眼に、アントワン・ウォーカー、ジェイソン・ウィリアムス、ゲイリー・ペイトン、ジェームス・ポージーらを獲得した。2005-06年は、レギュラーシーズンこそ52勝30敗で2位であったが、ライリーのヘッドコーチ復帰やウェイドの大活躍もあり、プレーオフでブルズ、ニュージャージー・ネッツ、ピストンズを、NBAファイナルでダラス・マーベリックスを破り、創設19年目で初の優勝を果たした。
初優勝後は選手の高齢化や故障者の発生などでチーム成績は低迷している。2007-2008シーズンには勝率がリーグ最下位まで落ち込み、オニールなど優勝メンバーの多くがチームを離れた。
その後、2008-2009シーズンのドラフトにおいて、マイケル・ビーズリーを1巡目2位で指名。トレードでショーン・マリオン（ただし2008-09シーズン中に移籍）やジャーメイン・オニールを獲得したことで、ヒートは再びプレーオフの舞台に戻ってきた。

### 三人の王の誕生 ～スリーキングス～
2009-2010シーズン後、FAとなっていたクリス・ボッシュがチームに加入。ほどなくレブロン・ジェームズもチームに加入することを発表。2003年ドラフトの同期であり、現役の各ポジションの第一人者であるウェイド、ジェームズ、ボッシュというNBA史上に残るスーパースタートリオがヒートに集結した。それと同時に、チームへの忠誠心を忘れて手段を選ばずスーパースターをかき集めたチームの手法は全米から厳しい非難を浴びている。スリーキングス誕生後、初となった2010-2011シーズンはレギュラーシーズンは好不調の波はあったがカンファレンス2位の好成績を獲得。プレーオフでは実力伯仲といわれたボストン・セルティックス、シカゴ・ブルズを撃破し、チーム史上2度目のNBAファイナルへの進出を果たした。しかし、迎えたファイナルではダーク・ノヴィツキー率いるダラス・マーベリックスに2勝4敗と敗れ2度目のNBAチャンピオンには到達しなかった。期待されたスリーキングスは、レブロンを始めとして精彩を欠いた場面も多く、批判を浴びた。
2011-2012シーズンはシーズンMVPのレブロンの活躍もあり、カンファレンス2位の成績でプレーオフに進出。プレーオフはクリス・ボッシュの故障があったもののニューヨーク・ニックス、インディアナ・ペイサーズを順当に破る。カンファレンス決勝ではボストン・セルティックスに先に王手をかけられるが、ボッシュの復活もあり逆転で勝利。続くファイナルは4-1でケビン・デュラント、ラッセル・ウェストブルック、ジェームス・ハーデンを擁するオクラホマシティ・サンダーを破り6年ぶり二度目の優勝を果たした。レブロンはレギュラーシーズンに続きファイナルMVPも獲得した。
2012-2013シーズンは連覇へ向けて、オフに歴代屈指の3ポイントシューターのレイ・アレンを獲得。チームは歴代2位のシーズン連勝新記録となる27連勝を達成、さらにヒートのフランチャイズ記録の66勝16敗でリーグ最高勝率を記録した。レブロンは昨シーズンに続きシーズンMVPを受賞。プレイオフではカンファレンス決勝でインディアナ・ペイサーズ、ファイナルではサンアントニオ・スパーズとの第7戦を制しNBA史上6チーム目となる連覇を達成した。第6戦、第7戦で大活躍をしたレブロンがファイナルMVPを受賞した。
スリーピート(三連覇)をかけた2013-14シーズンは、ファイナルまで危なげなく進んだが、前年の雪辱を期すサンアントニオ・スパーズの徹底したチーム・バスケットボールに対してレブロン一人で対抗するような結果となり、第5戦合計得失点差が-70点というNBAファイナル記録の惨憺たる結果で敗退した。

### BIG3解体後
2014-15シーズン
2014年7月11日、FAになっていたレブロン・ジェームズが、古巣のクリーブランド・キャバリアーズに復帰。ドウェイン・ウェイド、クリス・ボッシュ、クリス・アンダーセンらはヒートと再契約をしたが、シェーン・バティエは引退を表明。レイ・アレン、ジェームス・ジョーンズも、レブロンの後を追うべくヒートとの再契約を拒否(アレンは2015年3月4日に、2014-15シーズンはプレーしないことを表明。事実上の引退)。これによってヒート王朝は終焉を迎えた。新たにルオル・デンなどを獲得し、再出発を図った。
しかし、レブロンの抜けた穴は簡単に埋まるものではなく、開幕から怪我人が続出する不安定な戦いに終始。途中加入したハッサン・ホワイトサイドの大ブレイクや、ゴラン・ドラギッチの獲得などがあったものの、ウェイドは欠場が多く、ボッシュはオールスター戦後に肺血栓の症状を起こしていたことが発覚し、シーズン終盤を全休するなど、厳しい戦いを強いられた。2015年4月4日のデトロイト・ピストンズ戦に敗れ、2007-08シーズン以来のシーズン負け越しが決定。プレーオフ出場も逃した。
2015-16シーズン
2015年のNBAドラフトでは、デューク大学でNCAAチャンピオンとなったジャスティス・ウィンスローを10位指名。
ウェイド以来の大物ルーキーとして迎えられたウィンスローはシックスマンとして守備面で効力を発揮。クリス・ボッシュが前シーズンに続き肺血栓を再発し戦線離脱するが、ジョー・ジョンソンの加入や、2巡目指名で入団したジョシュ・リチャードソンの台頭もあり、2シーズンぶりのプレーオフ進出、地区優勝も決めた。1回戦はシャーロット・ホーネッツを4勝3敗で退けたものの、カンファレンス準決勝ではトロント・ラプターズに3勝4敗で屈した。
2016-17シーズン
2016年7月、マイアミ・ヒートに3度のNBAチャンピオンをもたらしたドウェイン・ウェイドが、故郷シカゴへの帰還を決意し、シカゴ・ブルズと契約。大きな衝撃が走った。
チームは再び再編を余儀無くされるも、プレーオフ争いに参入。最終的には41勝41敗でブルズと同率で終了し、ブルズとの直接対決の関係でカンファレンス9位に終わったが、ハッサン・ホワイトサイドが台頭するなど、実りのあるシーズンとなった。
2017-18シーズン
ドラフトでは、1巡目14位でイドリス・アデバヨ(ケンタッキー大学)を指名した。
7月には、ボストン・セルティックスからFAとなっていたケリー・オリニクを獲得、ジェームズ・ジョンソン、ディオン・ウェイターズらロールプレイヤーと大型契約を交わした。
シーズン途中の2018年2月8日、昨シーズン開幕前に移籍したウェイドがトレードで復帰 した。ハッサン・ホワイトサイドの不調、ディオン・ウェイターズの怪我もあり、44勝38敗のカンファレンス6位に留まった。
2シーズンぶりに進出したプレーオフ1回戦では、3位のフィラデルフィア・76ersに1勝4敗で敗退。
2018-19シーズン
ジョシュ・リチャードソンがチームトップの平均16.6得点をマークするも、ゴラン・ドラギッチが36試合、ディオン・ウェイターズが44試合の出場に留まった。ハッサン・ホワイトサイドら高額契約の選手も低調な成績しか残せず、39勝43敗のカンファレンス9位。プレーオフ進出を逃した。

### バトラーの時代
2019-20シーズン

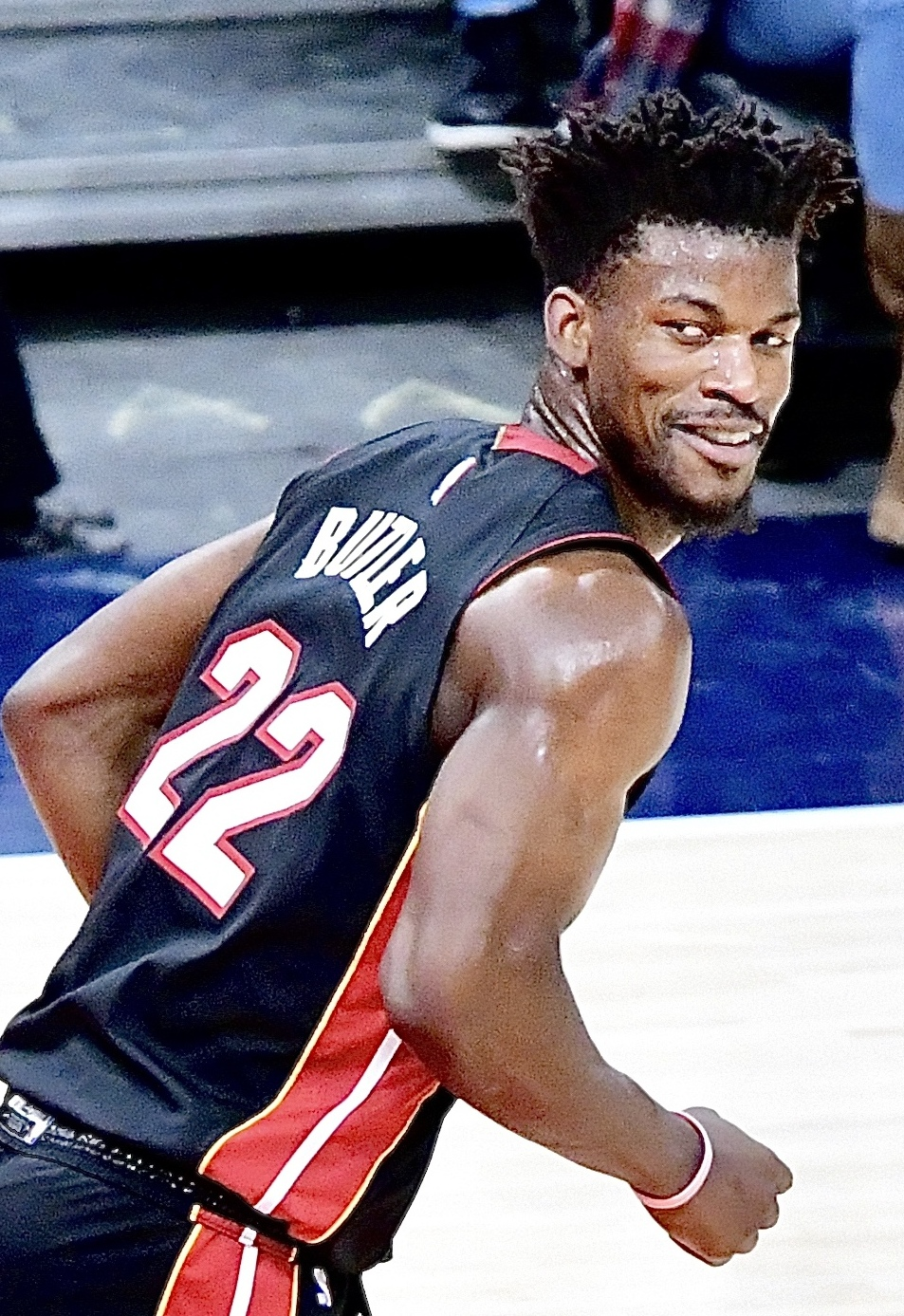
ジミー・バトラー

2019年のNBAドラフトにて全体13位でケンタッキー大学のタイラー・ヒーローを指名した。
FA交渉解禁後、フィラデルフィア・76ersからFAとなっていたジミー・バトラーをサイン・アンド・トレードで獲得し、ジョシュ・リチャードソン、 ハッサン・ホワイトサイドを放出した。
バム・アデバヨはリーグ屈指のビッグマンに成長。ドラフト外入団のケンドリック・ナンが月間最優秀新人賞を3ヵ月連続で受賞、ダンカン・ロビンソンがフランチャイズ記録を塗り替える270本の3ポイントを決めるなど開幕から好調を維持した。トレードデッドライン直前にはミネソタ・ティンバーウルブズ、メンフィス・グリズリーズとの3チーム間トレードでアンドレ・イグダーラ、ジェイ・クラウダー、ソロモン・ヒルを獲得した。オールスターにバトラー、アデバヨが選出された。中断期間を挟み、カンファレンス5位の44勝29敗でレギュラーシーズンを終えた。
プレーオフ1回戦では第4シードのインディアナ・ペイサーズに4連勝、カンファレンス準決勝では第1シードのミルウォーキー・バックスを4勝1敗で破った。カンファレンス決勝では第3シードのボストン・セルティックスを4勝2敗で退け、6年ぶりのNBAファイナル進出を果たした。イースタン・カンファレンスを第5シードが制するのは史上初。
迎えたファイナルでは、第1戦でゴラン・ドラギッチ、アデバヨ、バトラーが相次いで負傷。バトラーは出場を続け、第3戦、第5戦でトリプル・ダブルを達成したものの、BIG3時代のエースレブロン・ジェームズ擁するロサンゼルス・レイカーズに2勝4敗で屈した。
2020-21シーズン
前シーズンのCOVID-19の影響により、オフシーズンが72日しかなく、チームの一貫性を見つけるのに苦労したシーズンであった。結果的に、チームはプレーオフに進出したが、第1回戦で後のNBAチャンピオンであるミルウォーキー・バックスにスウィープで敗れた。
2021-22シーズン
シーズン開幕前のサイン・アンド・トレードでベテランガードのカイル・ラウリーを、FAでベテランフォワードのP・J・タッカーを獲得し、ドラギッチ、イグダーラがチームから去ることとなった。
このシーズン、チームは2013年以来となるイースタン・カンファレンス1位でプレーオフに進出した。第1回戦でアトランタ・ホークスを第5戦の末に破り、カンファレンス準決勝ではフィラデルフィア・76ersを第6戦の末に下した。迎えたボストン・セルティックスとのカンファレンス決勝は第7戦までもつれ込み、第4クォーター残り15秒でバトラーが3ポイントシュートを外し、そのまま試合終了となり、NBAファイナル進出を逃した。
2022-23シーズン
このシーズン、チームはイースタン・カンファレンス7位でシーズンを終え、プレーイン進出となった。アトランタ・ホークスとのプレーインゲームは敗れることとなったが、シカゴ・ブルズとのプレーイン最終戦をなんとか勝ちきり、チームは第8シードでプレーオフ進出となった。
プレーオフ第1回戦は、負傷によりヤニス・アデトクンボを欠いたミルウォーキー・バックスを第5戦の末に破り、第8シードのチームが第1回戦で第1シードを下した史上6番目のチームとなった。そして、カンファレンス準決勝はニューヨーク・ニックスを、カンファレンス決勝ではボストン・セルティックスをそれぞれ下し、史上2番目となる第8シードのチームがNBAファイナル進出となったが、最終的にニコラ・ヨキッチ率いるデンバー・ナゲッツに第5戦の末に敗れた。

## シーズンごとの成績
Note: 勝 = 勝利数, 敗 = 敗戦数, % = 勝率 
| シーズン         | 勝    | 敗    | %    | プレーオフ                                                                  | 結果 |
| ---------------- | ----- | ----- | ---- | --------------------------------------------------------------------------- | --- |
| マイアミ・ヒート |       |       |      |                                                                             | |
| 1988–89          | 15    | 67    | .183 |                                                                             | |
| 1989–90          | 18    | 64    | .220 |                                                                             | |
| 1990–91          | 24    | 58    | .293 |                                                                             | |
| 1991–92          | 38    | 44    | .463 | 1回戦敗退                                                                   | ブルズ 3, ヒート 0                                                                                                  |
| 1992–93          | 36    | 46    | .439 |                                                                             | |
| 1993–94          | 42    | 40    | .512 | 1回戦敗退                                                                   | アトランタ 3, ヒート 2                                                                                              |
| 1994–95          | 32    | 50    | .390 |                                                                             | |
| 1995–96          | 42    | 40    | .512 | 1回戦敗退                                                                   | ブルズ 3, ヒート 0                                                                                                  |
| 1996–97          | 61    | 21    | .744 | 1回戦勝利 カンファレンス準決勝勝利 カンファレンス決勝敗退                   | ヒート 3, マジック 2 ヒート 4, ニックス 3 ブルズ 4, ヒート 1                                                        |
| 1997–98          | 55    | 27    | .671 | 1回戦敗退                                                                   | ニックス 3, ヒート 2                                                                                                |
| 1998–99          | 33    | 17    | .660 | 1回戦敗退                                                                   | ニックス 3, ヒート 2                                                                                                |
| 1999–2000        | 52    | 30    | .634 | 1回戦勝利 カンファレンス準決勝敗退                                          | ヒート 3, ピストンズ 0 ニックス 4, ヒート 3                                                                         |
| 2000–01          | 50    | 32    | .610 | 1回戦敗退                                                                   | ホーネッツ 3, ヒート 0                                                                                              |
| 2001–02          | 36    | 46    | .439 |                                                                             | |
| 2002–03          | 25    | 57    | .305 |                                                                             | |
| 2003–04          | 42    | 40    | .512 | 1回戦勝利 カンファレンス準決勝敗退                                          | ヒート 4, ホーネッツ 3 ペイサーズ 4, ヒート 2                                                                       |
| 2004–05          | 59    | 23    | .720 | 1回戦勝利 カンファレンス準決勝勝利 カンファレンス決勝敗退                   | ヒート 4, ネッツ 0 ヒート 4, ウィザーズ 0 ピストンズ 4, ヒート 3                                                    |
| 2005–06          | 52    | 30    | .634 | 1回戦勝利 カンファレンス準決勝勝利 カンファレンス決勝勝利 NBAファイナル優勝 | ヒート 4, ブルズ 2 ヒート 4, ネッツ 1 ヒート 4, ピストンズ 2 ヒート 4, マーベリックス 2                             |
| 2006–07          | 44    | 38    | .537 | 1回戦敗退                                                                   | ブルズ 4, ヒート 0                                                                                                  |
| 2007–08          | 15    | 67    | .207 |                                                                             | |
| 2008–09          | 43    | 39    | .524 | 1回戦敗退                                                                   | ホークス 4, ヒート 3                                                                                                |
| 2009–10          | 47    | 35    | .573 | 1回戦敗退                                                                   | セルティックス 4, ヒート 1                                                                                          |
| 2010–11          | 58    | 24    | .707 | 1回戦勝利 カンファレンス準決勝勝利 カンファレンス決勝勝利 NBAファイナル敗退 | ヒート 4, シクサーズ 1 ヒート 4, セルティックス 1 ヒート 4, ブルズ 1 マーベリックス 4, ヒート 2                     |
| 2011–12          | 46    | 20    | .697 | 1回戦勝利 カンファレンス準決勝勝利 カンファレンス決勝勝利 NBAファイナル優勝 | ヒート 4, ニックス 1 ヒート 4, ペイサーズ 2 ヒート 4, セルティックス 3 ヒート 4, サンダー 1                         |
| 2012–13          | 66    | 16    | .805 | 1回戦勝利 カンファレンス準決勝勝利 カンファレンス決勝勝利 NBAファイナル優勝 | ヒート 4, バックス 0 ヒート 4, ブルズ 1 ヒート 4, ペイサーズ 3 ヒート 4, スパーズ 3                                 |
| 2013–14          | 54    | 28    | .659 | 1回戦勝利 カンファレンス準決勝勝利 カンファレンス決勝勝利 NBAファイナル敗退 | ヒート 4, シャーロット・ボブキャッツ 0 ヒート 4, ブルックリン・ネッツ 1 ヒート 4, ペイサーズ 2 スパーズ 4, ヒート 1 |
| 2014–15          | 37    | 45    | .451 |                                                                             | |
| 2015–16          | 48    | 34    | .585 | 1回戦勝利 カンファレンス準決勝敗退                                          | ヒート 4, ホーネッツ 3 ラプターズ 4, ヒート 3                                                                       |
| 2016–17          | 41    | 41    | .500 |                                                                             | |
| 2017–18          | 44    | 38    | .537 | 1回戦敗退                                                                   | シクサーズ 4, ヒート 1                                                                                              |
| 2018–19          | 39    | 43    | .476 |                                                                             | |
| 2019–20          | 44    | 29    | .603 | 1回戦勝利 カンファレンス準決勝勝利 カンファレンス決勝勝利 NBAファイナル敗退 | ヒート 4 , ペイサーズ 0 ヒート 4 , バックス 1 ヒート 4 , セルティックス 2 レイカーズ 4, ヒート 2                    |
| 2020–21          | 40    | 32    | .556 | 1回戦敗退                                                                   | バックス 4, ヒート 0                                                                                                |
| 2021–22          | 53    | 29    | .646 | 1回戦勝利 カンファレンス準決勝勝利                                          | ヒート 4, ホークス 1 ヒート 4, シクサーズ 2                                                                         |
| 2022–23          | 44    | 38    | .537 | 1回戦勝利 カンファレンス準決勝勝利 カンファレンス決勝勝利 NBAファイナル敗退 | ヒート 4 , バックス 1 ヒート 4 , ニックス 2 ヒート 4 , セルティックス 3, ヒート1ナゲッツ 4                          |
| 2023–24          | 46    | 36    | .561 | 1回戦敗退                                                                   | セルティックス 4, ヒート 1                                                                                          |
| 通算勝敗         | 1,521 | 1,364 | .527 |                                                                             | |
| プレイオフ       | 163   | 132   | .553 | 優勝3回                                                                     | |

## 主な選手

### 保有するドラフト交渉権
| ドラフト年 | 巡 | 指名順 | 選手 | Pos. | 国籍 | 現所属チーム | 注釈 | Ref |
| ---------- | -- | ------ | ---- | ---- | ---- | ------------ | ---- | --- |
| 現在はなし |    |        |      |      |      |              |      |     |

## マイアミ・ヒート栄誉
| マイアミ・ヒート殿堂入り | マイアミ・ヒート殿堂入り | マイアミ・ヒート殿堂入り | マイアミ・ヒート殿堂入り | マイアミ・ヒート殿堂入り |
| 選手                     | 選手                     | 選手                     | 選手                     | 選手                     |
| No.                      | 名前                     | ポジション               | 在籍期間                 | 殿堂入り年               |
| ------------------------ | ------------------------ | ------------------------ | ------------------------ | ------------------------ |
| 20                       | ゲイリー・ペイトン       | G                        | 2005– 2007               | 2013                     |
| 33                       | アロンゾ・モーニング     | C/F                      | 1995– 2002 2005– 2008    | 2014                     |
| 32                       | シャキール・オニール     | C                        | 2004– 2008               | 2016                     |
| 34                       | レイ・アレン             | G                        | 2012– 2014               | 2018                     |
| 1                        | クリス・ボッシュ         | F/C                      | 2010– 2017               | 2021                     |
| 10                       | ティム・ハーダウェイ     | G                        | 1996– 2001               | 2022                     |
| 3                        | ドウェイン・ウェイド     | G                        | 2003– 2016 2018– 2019    | 2023                     |
| ヘッドコーチ             |                          |                          |                          |                          |
| 名前                     | 名前                     | ポジション               | 在籍期間                 | 殿堂入り年               |
| パット・ライリー         | パット・ライリー         | HC                       | 1995– 2003 2005– 2008    | 2008                     |

| マイアミ・ヒート殿堂入り | マイアミ・ヒート殿堂入り | マイアミ・ヒート殿堂入り | マイアミ・ヒート殿堂入り | マイアミ・ヒート殿堂入り |
| 選手                     | 選手                     | 選手                     | 選手                     | 選手                     |
| No.                      | 名前                     | ポジション               | 在籍期間                 | 殿堂入り年               |
| ------------------------ | ------------------------ | ------------------------ | ------------------------ | ------------------------ |
| 32                       | シャキール・オニール     | C                        | 2004–2008                | 2017                     |
| 33                       | アロンゾ・モーニング     | C/F                      | 1995–2002 2005–2008      | 2019                     |

### 永久欠番
ヒートは6人の背番号を永久欠番にしているが、そのうち5人だけがフランチャイズでプレーした選手である。マイケル・ジョーダンは、ヒートでプレーしていないにもかかわらず、表彰された最初の選手である。パット・ライリー監督は、2002-03シーズンのジョーダンのマイアミでの最後の試合の前に、彼のキャリアへの賛辞として背番号「23」を永久欠番にさせた。
2005-06シーズンには、ナショナル・フットボール・リーグ (NFL) のマイアミ・ドルフィンズへの貢献を称えプロフットボール殿堂入りクォーターバック、ダン・マリーノの背番号「13」を授与した。しかし、13番のジャージは永久欠番にはしておらず、現在もヒートの選手たちが使用することが可能である。
| マイアミ・ヒート永久欠番 | マイアミ・ヒート永久欠番 | マイアミ・ヒート永久欠番 | マイアミ・ヒート永久欠番 | マイアミ・ヒート永久欠番 |
| No.                      | 選手                     | Pos.                     | 在籍期間                 | 授与日                   |
| ------------------------ | ------------------------ | ------------------------ | ------------------------ | ------------------------ |
| 1                        | クリス・ボッシュ         | F                        | 2010–2017                | 2019年3月26日            |
| 3                        | ドウェイン・ウェイド     | G                        | 2003–2016 2018–2019      | 2020年2月22日            |
| 10                       | ティム・ハーダウェイ     | G                        | 1996–2001                | 2009年10月28日           |
| 23                       | マイケル・ジョーダン     | G                        | —                        | 2003年4月11日            |
| 32                       | シャキール・オニール     | C                        | 2004–2008                | 2016年12月22日           |
| 33                       | アロンゾ・モーニング     | C                        | 1995–2002 2005–2008      | 2009年3月30日            |
| 40                       | ユドニス・ハスレム       | F/C                      | 2003-2023                | 2024年1月20日            |

## コーチ、その他

### 歴代ヘッドコーチ
- ロン・ロススタイン (Ron Rothstein) (1988-89/1990-91)
- ケビン・ローアリー (Kevin Loughery) (1991-92/1994-95)
- アルヴィン・ジェントリー (Alvin Gentry) (1994-95)
- パット・ライリー (Pat Riley) (1995-96/2002-03)
- スタン・ヴァン・ガンディ (Stan Van Gundy) (2003-04/2005-06)
- パット・ライリー (Pat Riley) (2005-06/2007-08)
- エリック・スポールストラ (Erik Spoelstra) (2008-09/現在)

## チーム記録
マイアミ・ヒートのチーム記録